# Теснолистна пушица
Теснолистната пушица (Eriophorum angustifolium) е растение, което прилича на трева, но е от семейството на папируса.

## Разпространение
Среща се в блатисти местности.